# Selnica Podravska
Selnica Podravska är en ort i Kroatien.   Den ligger i länet Koprivnica-Križevcis län, i den nordöstra delen av landet, 80 km nordost om huvudstaden Zagreb. Selnica Podravska ligger 134 meter över havet och antalet invånare är 301.
Terrängen runt Selnica Podravska är mycket platt. Runt Selnica Podravska är det tätbefolkat, med 343 invånare per kvadratkilometer. Närmaste större samhälle är Koprivnica, 15,1 km söder om Selnica Podravska. Trakten runt Selnica Podravska består till största delen av jordbruksmark.